# Kramatorsk
Kramatorsk (en ucraniano: Краматорськ; en ruso: Краматорск) es una ciudad ucraniana perteneciente al óblast de Donetsk. Situada en el este del país, servía como una ciudad de importancia regional hasta 2020, aunque ahora es parte del raión de Kramatorsk y centro del municipio (hromada) de homónimo.
Desde el 11 de octubre de 2014, Kramatorsk ha sido la sede provisional del óblast de Donetsk, tras los acontecimientos que rodearon la guerra en Dombás. La ciudad es un importante centro de ingeniería industrial y mecánica en Ucrania.

## Toponimia
Los orígenes del nombre no son del todo conocidos, pero sí es seguro que proviene del nombre de la estación Kramatorska. Según V. A. Nikonov, este topónimo surgió del nombre de la planta de Kramatorsk, que, a su vez, se derivó de la palabra francesa crématoire (gran horno). Según E. S. Otin, esta versión es insostenible ya que antes de la aparición de la planta, ya existía el asentamiento de Kramatorovka. Según su versión, el nombre de la ciudad proviene de una frase toponímica que no se ha conservado como es Krom Torov o Krom Torskaya (frontera a lo largo del río Tor). 

## Geografía
Kramatorsk está situada en la orilla del río Kazennyi Torets.
El área metropolitana de Kramatorsk está ubicada entre los antiguos raiones de Slóviansk y de Konstiantynivka, lo que la convierte en una parte central de una importante aglomeración urbana con más de 500.000 habitantes.

## Historia

### Edad Antigua
Según datos arqueológicos, en el territorio de Kramatorsk moderno y sus suburbios más cercanos, la gente se ha asentado desde la antigüedad. Se encontraron canteras y talleres de pedernal del Neolítico en las afueras del noroeste de Kramatorsk, y su existencia continuó durante la Primera Edad del Cobre. En los suburbios de Kramatorsk, también se estudió el túmulo funerario de un metalúrgico-fundidor de la Edad del Bronce. 

### Primeros asentamientos
En la segunda mitad del siglo XVII y principios del siglo XVIII, esta parte de Slobozhanshchina estaba habitada masivamente por cosacos de Hetmanato, siervos de las regiones del sur de Moscovia y Mordovia. 
En 1767, el gobierno de Moscovia le dio al conde F. Taranov 10 000 acres de tierra cosaca en la que se fundó el pueblo de Petrovka. Más tarde, estas tierras fueron vendidas a la familia noble Abaza, más tarde, a los extranjeros Ivanov, Shabelsky, Steiger. Como resultado, surgieron nuevos asentamientos Abazovka, Ivanivka, Shabelkivka, Shteigerovka, que luego crearon una especie de aglomeración: Kramatorsk. En 1799, el territorio del futuro Kramatorsk se incluyó en el distrito de Izium (más tarde rebautizada como Járkov).

### Desarrollo de la ciudad
A fines de la década de 1860, apareció la estación de tren Kramatorsk en el ferrocarril Kursk-Járkov-Azov en construcción cerca del río Kazennyi Torets, cerca del cual creció un asentamiento. Inicialmente, el pueblo se llamaba Krom Torov, luego, gradualmente, el nombre cambió a Kramatorsk. La ciudad se desarrolló gracias a la estación ferroviaria construida en 1868. Se convirtió desde entonces en una urbe moderna de importancia regional y en un centro industrial de maquinaria pesada, con gran importancia dentro del óblast de Donetsk.

### República Popular de Ucrania
Después de que se supo sobre la Revolución de Febrero, se estableció un Comité Público en Kramatorsk el 2 de marzo. Una figura prominente fue el cadete Demulin que, con el apoyo de los mencheviques y de los social-evolucionarios, se pronunció en la comisión contra el desarme de la policía como medida capaz de provocar malestar social, o propuso desarmar sólo a la policía «mala» y dejar a la «buena» en el terreno. También se opuso a la organización de consejos.

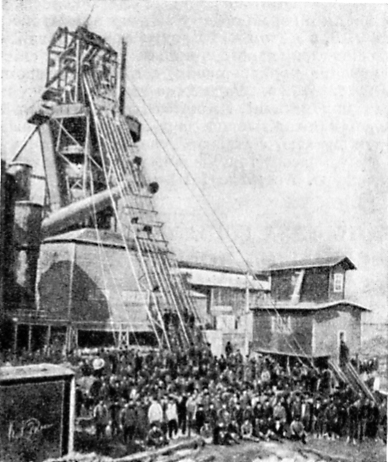
Inauguración de los altos hornos de Kramatorsk (1926)

El desbordamiento del río Torets en Kramatorsk en la primavera de 1917 no permitió que el comité organizador celebrara elecciones para el Consejo de Diputados de los Trabajadores, y el Consejo fue elegido solo el 21 de marzo. En abril de 1918, las tropas leales a la República Popular de Ucrania tomaron el control de Kramatorsk.
Desde abril de 1918 hasta diciembre de 1918, Kramatorsk estuvo bajo el gobierno de Pavló Skoropadski. Después del levantamiento contra Hetman, Kramatorsk estuvo brevemente bajo el gobierno del Directorio de la República Popular de Ucrania.
Debido a la derrota de la República Popular de Ucrania en la guerra ucraniano-soviética, Kramatorsk, al igual que otros asentamientos en Donbás, quedó bajo el dominio soviético. 

### Periodo soviético
Desde 1926 Kramatorsk ha sido un asentamiento de tipo urbano y en 1932 recibió el estatus de ciudad de subordinación regional como parte del recién creado óblast de Donetsk. 
El 27 de octubre de 1941, la ciudad fue ocupada por las tropas alemanas. Del 5 al 27 de febrero estuvo bajo el control de las tropas soviéticas, finalmente reconquistada el 6 de septiembre de 1943 por las tropas del Frente Sudoeste durante la Operación Dombás.
Es de destacar que a principios de la década de 1970, debido a una grave situación criminal, hubo un toque de queda en Kramatorsk. 
Curiosamente, en la época soviética los guías siempre informaban a los turistas de que Kramatorsk: una ciudad de cinco amaneceres al día. Esto se debió al hecho de que de los altos hornos de la planta metalúrgica, varias veces al día, se extraía y se vertía sobre los vertederos (que Kramatorsk llamó «montañas de escoria») escoria líquida caliente, que en la oscuridad parecía un resplandor rojizo, como el amanecer sobre la ciudad, cuando de repente, casi amaneció por unos minutos.
Entre 1980 y 1989, varias personas estuvieron expuestas a una fuente radiológica en uno de los edificios de apartamentos, lo que resultó en 6 muertes y al menos 17 casos de enfermedad por síndrome de irradiación aguda.

### Ucrania independiente

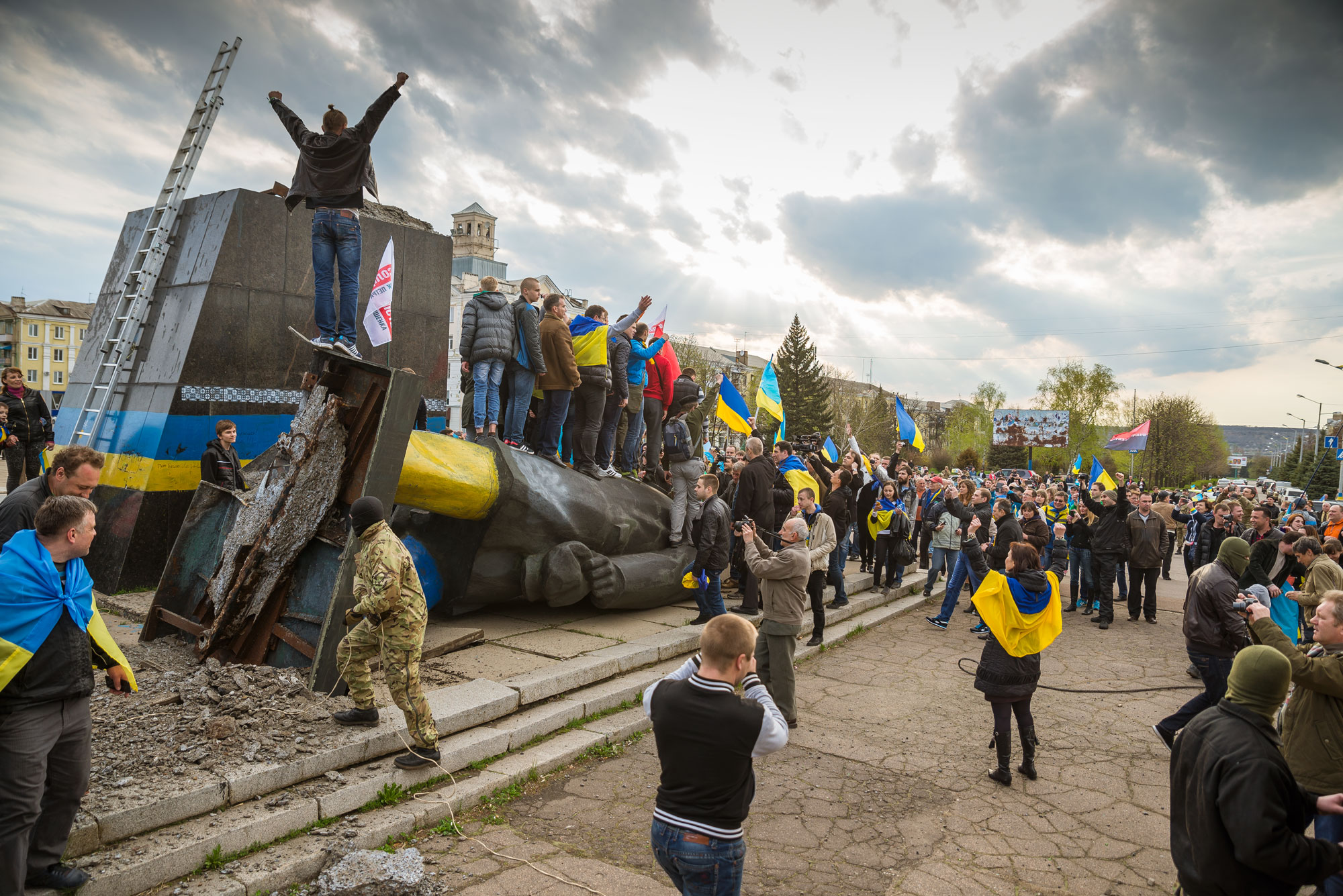
Derribo del monumento a Lenin en Kramatorsk (2015)

El 12 de abril de 2014, los rebeldes separatistas tomaron el comité ejecutivo y el departamento de policía de la ciudad y la ciudad fue declarada parte de la autoproclamada República Popular de Donetsk. Durante el conflicto armado de 2014, la ciudad y el monte Karachun fueron bombardeados, los talleres de la planta Energomashspetsstal y la planta de máquinas herramienta pesadas de Kramatorsk fueron parcialmente destruidos y además murieron unas 50 personas en la batalla de Kramatorsk. El 5 de julio de 2014, las Fuerzas Armadas de Ucrania entraron a la ciudad, restableciendo el control de Ucrania.
El 13 de septiembre, miembros del ayuntamiento decidieron crear unidades de voluntarios para proteger la ciudad del ejército de las milicias prorrusas y el 13 de octubre de 2014, la ciudad fue declarada como capital de facto del óblast debido al conflicto armado en la región y a que la ciudad de Donetsk está bajo dominación de rebeldes por el nuevo jefe de la administración regional, Oleksandr Kijtenko. En noviembre de 2014, el Tribunal Administrativo de Apelación de Donetsk fue también trasladado a Kramatorsk.
El 10 de febrero de 2015, la ciudad fue bombardeada desde Horlivka por el sistema de reacción BM-30 Tornado. Hasta la noche del 11 de febrero, 17 personas habían muerto y 64 resultaron heridas, incluidos cinco niños. Ucrania celebró a nivel estatal los 150 años desde la fundación de la ciudad de Kramatorsk.
En 2021 un esqueleto de mamut único fue descubierto en Kramatorsk, cuyos restos fueron trasladados al museo de historia de la ciudad.

### Invasión rusa de Ucrania de 2022
Durante la invasión rusa de Ucrania de 2022, Kramatorsk fue objeto de varios ataques con misiles, convirtiéndose en una de las primeras ciudades en sufrir un ataque ruso.
La estación de tren de Kramatorsk fue alcanzada por misiles rusos Tochka U, matando al menos a 50 personas e hiriendo al menos a otras 98. Pavlo Kyrylenko, gobernador de la región de Donetsk, dijo que miles de personas estaban en la estación en el momento en que cayeron los dos misiles. Simultáneamente con el bombardeo, hubo un mensaje del Ministerio de Defensa ruso, que se jactó de cómo funciona «con éxito» misiles de alta precisión para acumular las Fuerzas Armadas en las estaciones de tren.

## Demografía
La evolución de la población entre 1923 y 2021 fue la siguiente:
| 6476                                                          | 12 305 | 94 114 | 115 385 | 149 832 | 178 163 | 198 094 | 181 025 | 174 892 | 76 708 | 160 895 | 157 627 | 153 911 | 150 084 |
| (Fuente: Cities & Towns of Ukraine y UKRAINE: Größere Städte) |        |        |         |         |         |         |         |         |        |         |         |         |         |

Según el censo de 2001, el 70,2% de la población son ucranianos, el 26,9% son rusos y el resto de minorías son principalmente bielorrusos (0,7%) y armenios (0,6%). En cuanto al idioma, la lengua materna de la mayoría de los habitantes, el 63,4%, es el ruso; del 36% es el ucraniano.
Kramatorsk ha sido residencia de personajes importantes como Leonid Bykov, Joseph Kobzonv y el campeón mundial de ajedrez Ruslan Ponomariov.

## Economía

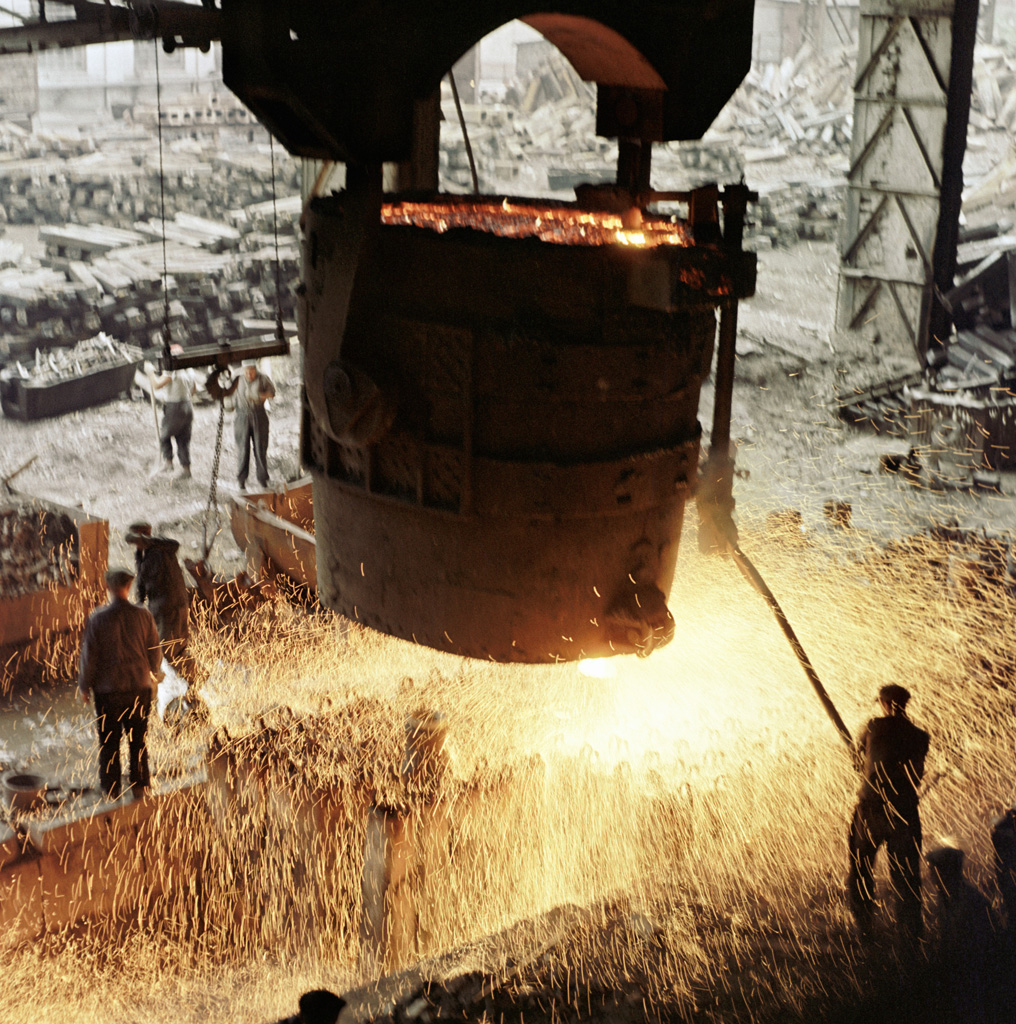
Altos hornos de Kramatorsk

Kramatorsk es actualmente un importante centro de ingeniería mecánica de Ucrania. Esta ciudad no se ha mantenido al margen de la tendencia internacional de subcontratación impulsada por el surgimiento de la sociedad de la información en Ucrania en los años postsoviéticos. Una empresa de TI (tecnología de la información), QuartSoft Corp., fue fundada en Kramatorsk en 1999. Hoy en día tiene oficinas en los Estados Unidos y Austria.
En cuanto a equipamiento minero e industrial destacan Novokramatorsky Mashynobudivny Zavod (NKMZ). Esta compañía fundada en 1934 se encarga del diseño y producción de máquinas y equipos para minería, laminación de acero, metalurgia, producción y manejo de hierro fundido, además de sistemas de armas de artillería.
En la década de 2000, se construyó en Kramatorsk una planta de producción de aerogeneradores. Se trata de una empresa conjunta entre la alemana Fuhrländer AG y socios ucranianos. Según su página web, Fuhrländer se convirtió en la primera empresa del sector de las energías renovables en obtener un permiso de construcción del gobierno ucraniano.

## Infraestructura

### Arquitectura, monumentos y lugares de interés
El hito arquitectónico de la ciudad es el edificio del Palacio de Cultura y Tecnología de la NKMZ, construido en 1950-1965 según un proyecto del arquitecto Dmitry Batalov. Este monumental palacio adorna casi todos los folletos, publicaciones, presentaciones sobre Kramatorsk. Otro edificio importante es el palacio Bantishev (1858), un palacio neoclásico de dos pisos y un parque de 66 hectáreas con esculturas antiguas y robles.
Kramatorsk tiene tres parques principales: el Jardín de la ciudad de Bernatsky, el parque Aleksandr Pushkin y el parque del Jubileo.
La ciudad de Kramatorsk no tiene una amplia oferta de museos pero, para conocer un poco más afondo la historia local, se puede visitar el museo de Historia de Kramatorsk. También hay un modesto museo artístico, el museo de Arte de Kramatorsk.

### Educación
En Kramatorsk, la mayoría de los entes están ligadas al sector de la ingeniería mecánica e industrial. Algunas de las entidades educativas más importantes existentes en Kramatorsk es la Academia Nacional de Ingeniería Civil y Arquitectura del Dombás, una de las universidades de ingeniería más grandes de Ucrania. Otra institución académica en la ciudad es Academia Estatal de Construcción de Maquinaria del Dombás.

### Transporte
Se estableció el transporte urbano en forma de tranvía en 1937, que llegó a tener 5 líneas pero que fue cerrado el 1 de agosto de 2017. Desde entonces los servicios son prestados por buses y trolebuses.
La estación central de trenes de pasajeros y carga del ferrocarril de Donetsk-Kramatorsk se encuentra en el casco antiguo. Además cuenta una estación de carga en Kramatorsk Shpychkine, así como 6 paradas ubicadas en Kramatorsk. La ciudad tiene una estación de autobuses de larga distancia Kramatorsk, así como un aeropuerto con una pista militar clase "B".
Las carreteras de importancia nacional H20 (Slóviansk-Donetsk-Mariúpol) y de importancia territorial como la carretera Kramatorsk-Oleksandrivka y T0514 Limán-Dobropillia atraviesan la ciudad.

## Cultura

### Arte y música
Kramatorsk tiene varios palacios de la cultura, el aeroclub Leonid Bykov, un conservatorio y tres escuelas de arte.

### Deporte
El FC Avanhard Kramatorsk, que milita en la Primera División de Ucrania, juega en el Avangard Stadium, con gradas para 6000 personas.
Además en Kramatorsk hay dos piscinas: una en el Palacio de la Cultura de la NKMZ (1963, la primera en la región de Donetsk) y en el complejo deportivo de la Escuela Vocacional n.º 28.
Tanto el Club Regional de Ajedrez de Donetsk como la Federación de Fútbol de la región de Donetsk, que lleva el nombre de AV Momotn, operan en la ciudad.

## Galería

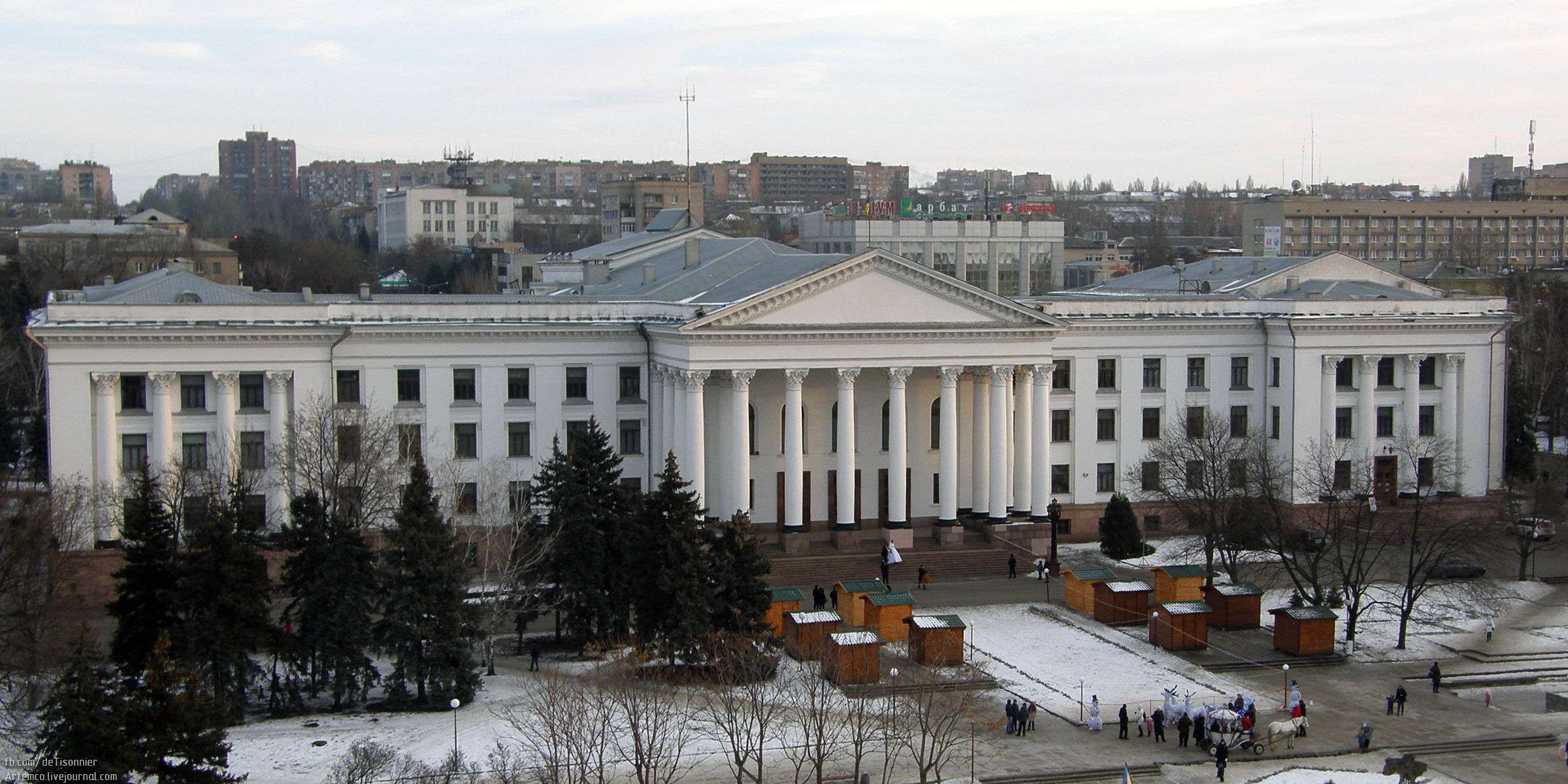
Palacio de Cultura y Tecnología de la NKMZ
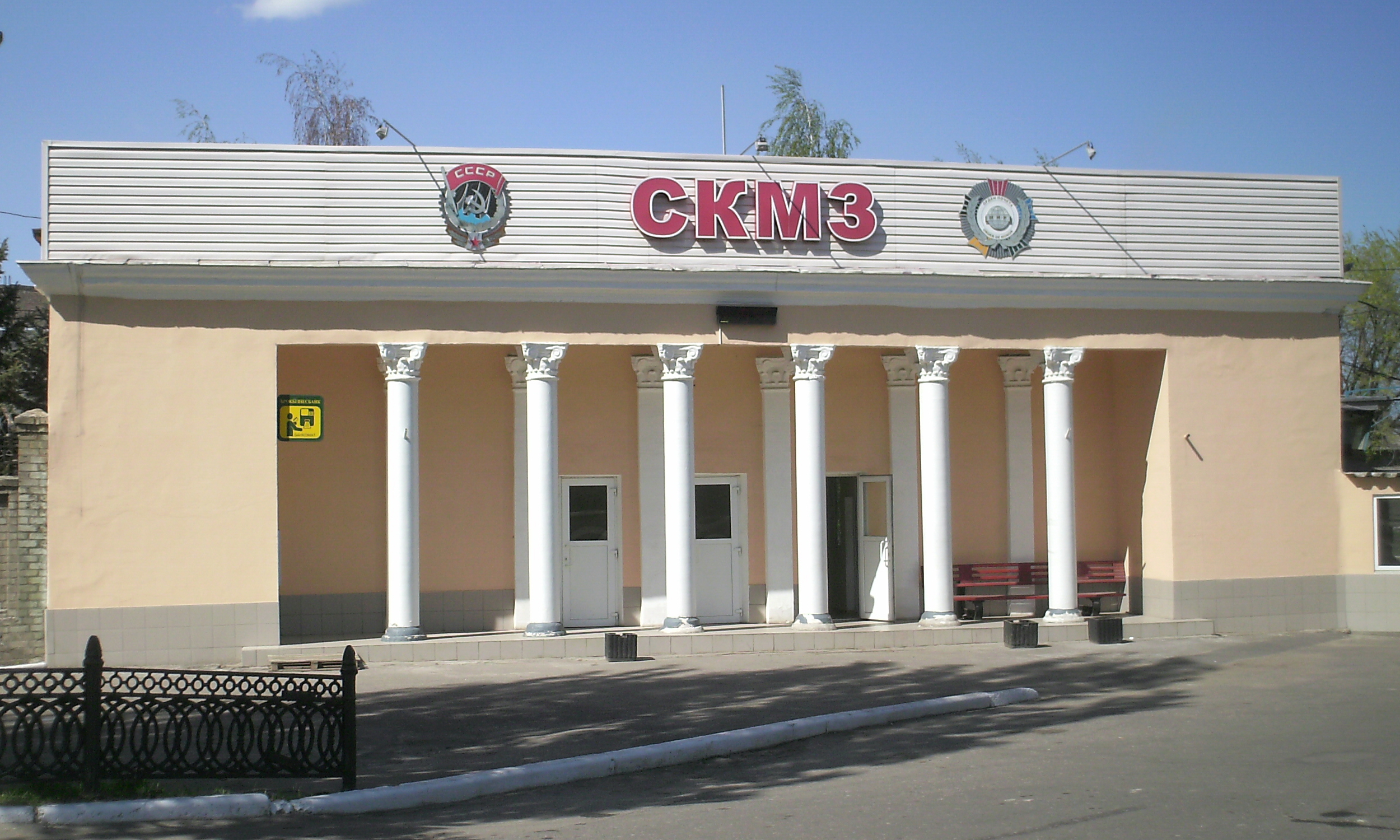
Antigua planta de construcción de maquinaria de Kramatorsk
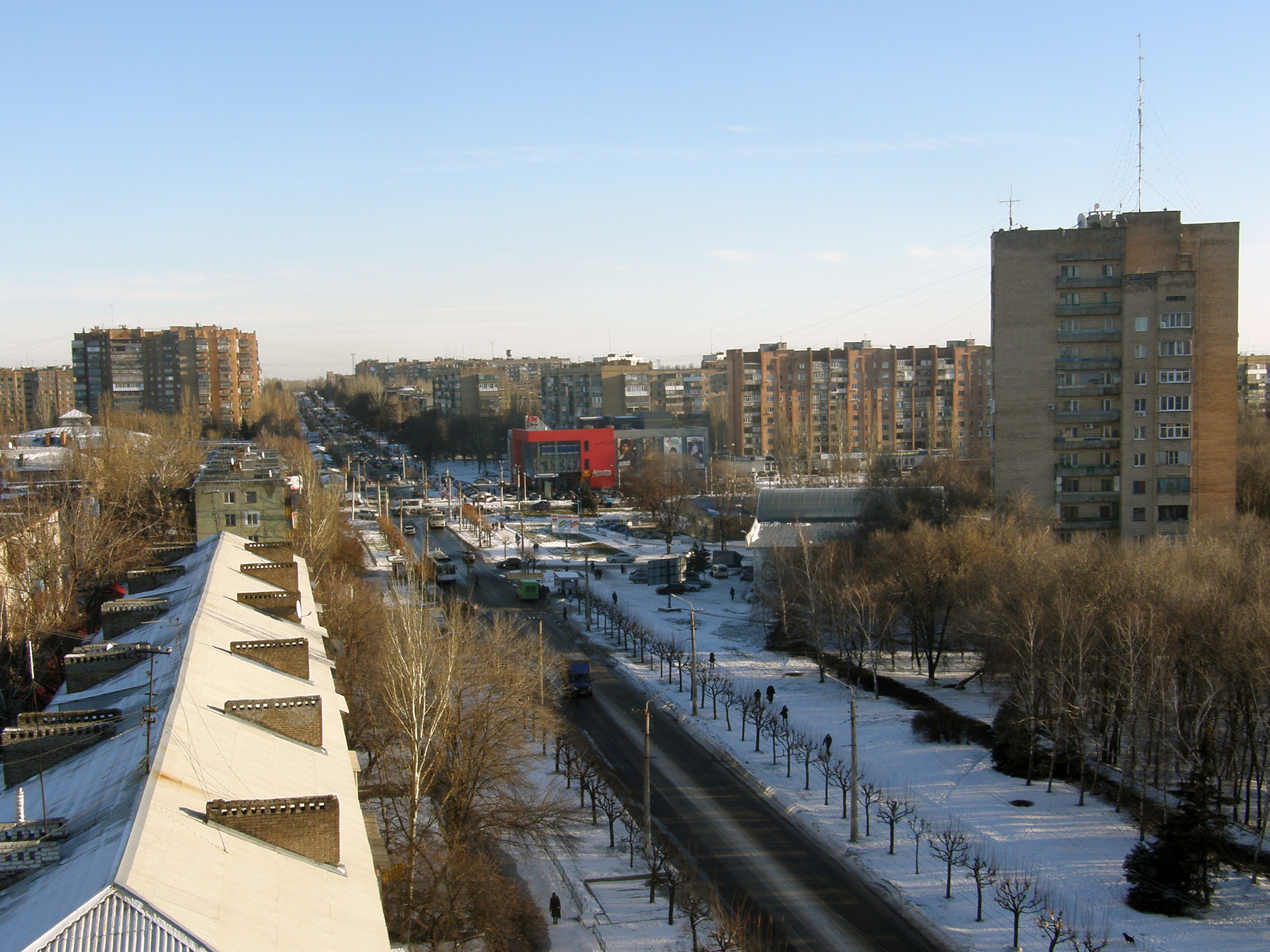
Bloques de pisos en Kramatorsk
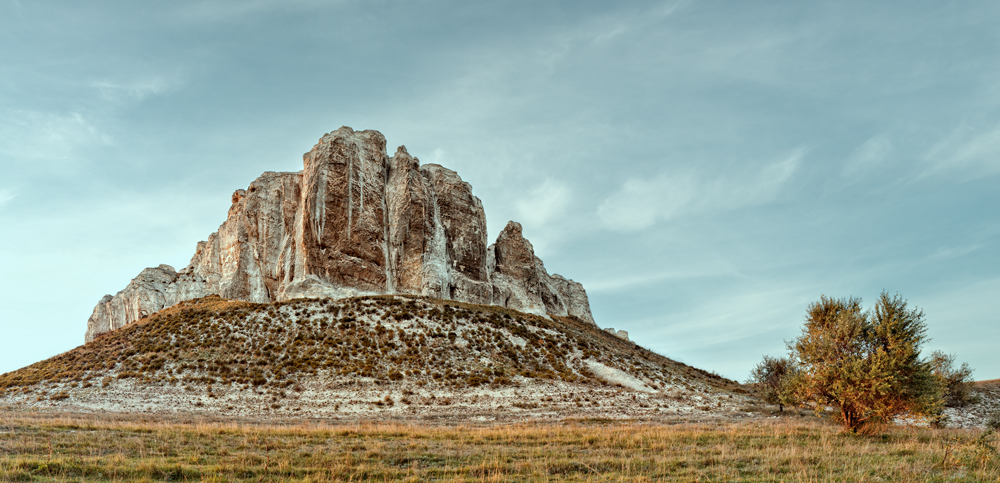
Entorno natural de Kramatorsk
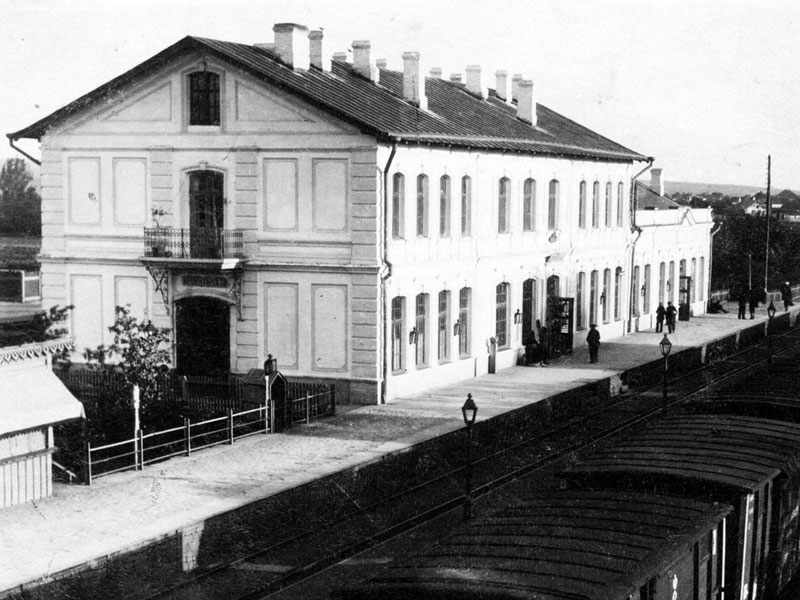
Estación de tren de Kramatorsk a principios del siglo XX